# Narinatrogon
Narinatrogon (Apaloderma narina) är en fågel i familjen trogoner inom ordningen trogoner.

## Utbredning och systematik
Narinatrogon delas in i fyra underarter med följande utbredning:
- Apaloderma narina narina (inklusive arcanum och rufiventre[4]) – förekommer från Etiopiens högland till Angola och Sydafrika
- Apaloderma narina littoralis – förekommer i kustnära låglandet från Somalia till KwaZulu-Natal i Sydafrika, samt på Zanzibar
- Apaloderma narina brachyurum – förekommer från sydöstra Nigeria och södra Kamerun till Demokratiska republiken Kongo och Uganda
- Apaloderma narina constantia – förekommer från Sierra Leone, Liberia och södra Guinea till Ghana

## Status och hot
Arten har ett stort utbredningsområde, men tros minska i antal, dock inte tillräckligt kraftigt för att den ska betraktas som hotad. Internationella naturvårdsunionen IUCN listar arten som livskraftig (LC). Världspopulationen har inte uppskattats men den beskrivs som lokalt ovanlig men vida spridd.